# مينتو دوكوري
دوكوري مينتو (بالفرنسية: Mintou Doucoure)‏ من مواليد 19 جويلية 1982، لاعب كرة قدم مالي. هو يلعب مع نادي اتحاد الجزائر. شارك مع منتخب بلاده في أولمبياد 2004.

## روابط خارجية
- مينتو دوكوري على موقع الاتحاد الدولي (مؤرشف)  (الإنجليزية)
- مينتو دوكوري على موقع قاعدة بيانات كرة القدم.إي يو (الإنجليزية)
- مينتو دوكوري على موقع ناشيونال فوتبول تيمز (الإنجليزية)
- مينتو دوكوري على موقع أوليمبيديا (الإنجليزية)